# Patrik Andersson
Patrik Jonas Andersson (Borgeby, 18 agosto 1971) è un ex calciatore svedese, di ruolo difensore centrale.
Figlio di Roy e fratello di Daniel, con la nazionale svedese, ha partecipato a due edizioni del campionato d'Europa (1992 e 2000) e a due del campionato del mondo (1994 e 2002).

## Carriera

### Club
Andersson inizia la sua carriera all'età di otto anni con il Bjärred IF, il club della zona in cui viveva. Nel 1988, all'età di 17 anni, si trasferisce al Malmö FF, squadra con la quale nel 1989 fa il suo debutto in Allsvenskan, la massima serie del campionato svedese, durante la stagione Andersson si divide tra la prima squadra e la squadra juniores, con la quale raggiunge anche la finale dei campionati svedesi.
Nella stagione 1990 diventa titolare nella prima squadra, venendo impiegato sia come difensore sia come centrocampista difensivo. Nel 1992 Andersson si trasferisce per la prima volta nella sua carriera all'estero, approdando in Premier League al Blackburn dove però viene utilizzato poco dall'allenatore Kenny Dalglish. Così dopo solo un anno in Inghilterra si trasferisce in Germania, al Borussia Mönchengladbach, dove diventa subito un titolare. A fine stagione, complici le buone prestazioni ai mondiali vince la Svenska Dagbladet per lo sportivo svedese con il miglior rendimento.
Nella stagione successiva disputa un'altra buona annata e vince la Coppa di Germania, con il Borussia che batte per 3-0 in finale il Wolfsburg, squadra militante in Zweite Bundesliga. A fine stagione vince il Guldbollen come miglior giocatore svedese dell'anno.
Nel 1995-1996 disputa un'altra stagione positiva e il Borussia raggiunge i quarti di finale in Coppa delle Coppe, dove è eliminato dal Feyenoord e il quarto posto in campionato, ottenendo la qualificazione alla Coppa UEFA per l'anno successivo. La stagione successiva invece è negativa con un decimo posto in campionato e l'eliminazione in Coppa UEFA ai sedicesimi di finale dopo aver eliminato l'Arsenal. Nel 1998-1999 diventa il capitano in seguito alla partenza di Stefan Effenberg, a parte questo però la stagione è fortemente negativa e il Borussia retrocede in Zweite Bundesliga.
Nel 1999 si trasferisce al Bayern Monaco per quattro milioni di marchi e vince il campionato, la Coppa di Germania e la Coppa di Lega. Nella stagione successiva gioca spesso da titolare, ma soffre anche alcuni infortuni, tuttavia questo non gli impedisce di segnare un gol decisivo per la vittoria del campionato nei minuti di recupero della partita contro l'Amburgo, dando al Bayern un fondamentale punto per avere la meglio sullo Schalke 04, e, pochi giorni dopo, di giocare la finale di Champions League contro il Valencia, nella quale ai rigori si fa parare il tiro da Santiago Cañizares, parata che si rivelerà poi ininfluente grazie ai tre rigori neutralizzati dal portiere del Bayern Oliver Kahn. Alla fine della stagione vince per la seconda volta il Guldbollen.
Nel luglio del 2001 Andersson lascia la Germania e si trasferisce in Spagna, al Barcellona, firmando un contratto quadriennale, tuttavia è vittima di vari infortuni e fino al 2003 totalizza solo 19 presenze con i catalani. Nel gennaio 2004 fa ritorno in Svezia al Malmö FF, dove rimane per due stagioni fino a che, nel mese di agosto del 2005, durante una partita dei preliminari di Champions League contro il Thun è vittima di un grave infortunio. Poco dopo annuncia il suo ritiro.

### Nazionale
Andersson disputa il mondiale Under-20 nel 1991 con la nazionale svedese Under-20.
Il 29 gennaio 1992 fa il suo debutto con la maglia della nazionale svedese nella partita persa per 1-0 contro l'Australia. Pochi mesi dopo viene convocato per gli europei nei quali gioca da difensore centrale di fianco a Jan Eriksson, tuttavia a causa di una squalifica salta la decisiva semifinale contro la Germania.
Con la nazionale olimpica svedese partecipa alle Olimpiadi di Barcellona. Viene poi convocato per i mondiali del 1994, nei quali gioca tutte le sei partite contribuendo al raggiungimento del terzo posto. Nel 1997 diventa il capitano della nazionale svedese dopo che il precedente capitano, Jonas Thern, si era ritirato a causa di un infortunio.
Nel 2000 è convocato per gli europei, nei quali viene espulso nella partita contro il Belgio e la Svezia esce al primo turno. Gioca la sua ultima partita con la nazionale svedese nel mese di maggio del 2002 contro il Giappone; viene poi convocato per i mondiali del 2002, ma non scende in campo a causa degli infortuni e viene sostituito al centro della difesa da Andreas Jakobsson. In totale vanta 96 presenze e 3 reti con la nazionale svedese.

## Dopo il ritiro
Nell'ottobre 2007 il Malmö FF offre un incarico ad Andersson che tuttavia rifiuta. Poi nel dicembre 2008 viene nominato direttore sportivo. Dal 2011 diventa anche responsabile per la marca scandinava di calcio Pele Sport.

## Statistiche

### Cronologia presenze e reti in nazionale
| Cronologia completa delle presenze e delle reti in nazionale ― Svezia | Cronologia completa delle presenze e delle reti in nazionale ― Svezia | Cronologia completa delle presenze e delle reti in nazionale ― Svezia | Cronologia completa delle presenze e delle reti in nazionale ― Svezia | Cronologia completa delle presenze e delle reti in nazionale ― Svezia | Cronologia completa delle presenze e delle reti in nazionale ― Svezia | Cronologia completa delle presenze e delle reti in nazionale ― Svezia | Cronologia completa delle presenze e delle reti in nazionale ― Svezia |
| Data                                                                  | Città                                                                 | In casa                                                               | Risultato                                                             | Ospiti                                                                | Competizione                                                          | Reti                                                                  | Note                                                                  |
| --------------------------------------------------------------------- | --------------------------------------------------------------------- | --------------------------------------------------------------------- | --------------------------------------------------------------------- | --------------------------------------------------------------------- | --------------------------------------------------------------------- | --------------------------------------------------------------------- | --------------------------------------------------------------------- |
| 29-1-1992                                                             | Adelaide                                                              | Australia                                                             | 1 – 0                                                                 | Svezia                                                                | Amichevole                                                            | -                                                                     |                                                                       |
| 2-2-1992                                                              | Melbourne                                                             | Australia                                                             | 1 – 0                                                                 | Svezia                                                                | Amichevole                                                            | -                                                                     | 81’                                                                   |
| 7-5-1992                                                              | Solna                                                                 | Svezia                                                                | 2 – 1                                                                 | Polonia                                                               | Amichevole                                                            | -                                                                     |                                                                       |
| 27-5-1992                                                             | Solna                                                                 | Svezia                                                                | 2 – 1                                                                 | Ungheria                                                              | Amichevole                                                            | -                                                                     |                                                                       |
| 10-6-1992                                                             | Solna                                                                 | Svezia                                                                | 1 – 1                                                                 | Francia                                                               | Euro 1992 - 1º turno                                                  | -                                                                     |                                                                       |
| 14-6-1992                                                             | Solna                                                                 | Svezia                                                                | 1 – 0                                                                 | Danimarca                                                             | Euro 1992 - 1º turno                                                  | -                                                                     | 40’                                                                   |
| 17-6-1992                                                             | Solna                                                                 | Svezia                                                                | 2 – 1                                                                 | Inghilterra                                                           | Euro 1992 - 1º turno                                                  | -                                                                     | 43’                                                                   |
| 26-8-1992                                                             | Oslo                                                                  | Norvegia                                                              | 2 – 2                                                                 | Svezia                                                                | Amichevole                                                            | -                                                                     |                                                                       |
| 9-9-1992                                                              | Helsinki                                                              | Finlandia                                                             | 0 – 1                                                                 | Svezia                                                                | Qual. Mondiali 1994                                                   | -                                                                     | 8’                                                                    |
| 7-10-1992                                                             | Solna                                                                 | Svezia                                                                | 2 – 0                                                                 | Bulgaria                                                              | Qual. Mondiali 1994                                                   | -                                                                     |                                                                       |
| 11-11-1992                                                            | Ramat Gan                                                             | Israele                                                               | 1 – 3                                                                 | Svezia                                                                | Qual. Mondiali 1994                                                   | -                                                                     |                                                                       |
| 15-4-1993                                                             | Budapest                                                              | Ungheria                                                              | 0 – 2                                                                 | Svezia                                                                | Amichevole                                                            | -                                                                     | 46’                                                                   |
| 28-4-1993                                                             | Parigi                                                                | Francia                                                               | 2 – 1                                                                 | Svezia                                                                | Qual. Mondiali 1994                                                   | -                                                                     |                                                                       |
| 2-6-1993                                                              | Stoccolma                                                             | Svezia                                                                | 5 – 0                                                                 | Israele                                                               | Qual. Mondiali 1994                                                   | -                                                                     |                                                                       |
| 11-8-1993                                                             | Borås                                                                 | Svezia                                                                | 1 – 2                                                                 | Svizzera                                                              | Amichevole                                                            | -                                                                     |                                                                       |
| 22-8-1993                                                             | Solna                                                                 | Svezia                                                                | 1 – 1                                                                 | Francia                                                               | Qual. Mondiali 1994                                                   | -                                                                     |                                                                       |
| 8-9-1993                                                              | Sofia                                                                 | Bulgaria                                                              | 1 – 1                                                                 | Svezia                                                                | Qual. Mondiali 1994                                                   | -                                                                     | 40’                                                                   |
| 10-11-1993                                                            | Vienna                                                                | Austria                                                               | 1 – 1                                                                 | Svezia                                                                | Qual. Mondiali 1994                                                   | -                                                                     |                                                                       |
| 20-4-1994                                                             | Wrexham                                                               | Galles                                                                | 0 – 2                                                                 | Svezia                                                                | Amichevole                                                            | -                                                                     |                                                                       |
| 5-5-1994                                                              | Solna                                                                 | Svezia                                                                | 3 – 1                                                                 | Nigeria                                                               | Amichevole                                                            | -                                                                     | 46’                                                                   |
| 26-5-1994                                                             | Copenaghen                                                            | Danimarca                                                             | 1 – 0                                                                 | Svezia                                                                | Amichevole                                                            | -                                                                     |                                                                       |
| 5-6-1994                                                              | Solna                                                                 | Svezia                                                                | 2 – 0                                                                 | Norvegia                                                              | Amichevole                                                            | -                                                                     |                                                                       |
| 19-6-1994                                                             | Pasadena                                                              | Camerun                                                               | 2 – 2                                                                 | Svezia                                                                | Mondiali 1994 - 1º turno                                              | -                                                                     |                                                                       |
| 24-6-1994                                                             | Detroit                                                               | Russia                                                                | 1 – 3                                                                 | Svezia                                                                | Mondiali 1994 - 1º turno                                              | -                                                                     |                                                                       |
| 28-6-1994                                                             | Detroit                                                               | Brasile                                                               | 1 – 1                                                                 | Svezia                                                                | Mondiali 1994 - 1º turno                                              | -                                                                     |                                                                       |
| 3-7-1994                                                              | Dallas                                                                | Arabia Saudita                                                        | 1 – 3                                                                 | Svezia                                                                | Mondiali 1994 - Ottavi di finale                                      | -                                                                     |                                                                       |
| 10-7-1994                                                             | Palo Alto                                                             | Romania                                                               | 2 – 2 dts (4 – 5 dtr)                                                 | Svezia                                                                | Mondiali 1994 - Quarti di finale                                      | -                                                                     |                                                                       |
| 13-7-1994                                                             | Pasadena                                                              | Svezia                                                                | 0 – 1                                                                 | Brasile                                                               | Mondiali 1994 - Semifinale                                            | -                                                                     |                                                                       |
| 16-7-1994                                                             | Pasadena                                                              | Svezia                                                                | 4 – 0                                                                 | Bulgaria                                                              | Mondiali 1994 - Finale 3º posto                                       | -                                                                     |                                                                       |
| 17-8-1994                                                             | Stoccolma                                                             | Svezia                                                                | 4 – 2                                                                 | Lituania                                                              | Amichevole                                                            | 1                                                                     | 46’                                                                   |
| 7-9-1994                                                              | Reykjavík                                                             | Islanda                                                               | 0 – 1                                                                 | Svezia                                                                | Qual. Euro 1996                                                       | -                                                                     |                                                                       |
| 12-10-1994                                                            | Berna                                                                 | Svizzera                                                              | 4 – 2                                                                 | Svezia                                                                | Qual. Euro 1996                                                       | -                                                                     |                                                                       |
| 16-11-1994                                                            | Solna                                                                 | Svezia                                                                | 2 – 0                                                                 | Ungheria                                                              | Qual. Euro 1996                                                       | -                                                                     |                                                                       |
| 29-3-1995                                                             | Istanbul                                                              | Turchia                                                               | 2 – 1                                                                 | Svezia                                                                | Qual. Euro 1996                                                       | -                                                                     |                                                                       |
| 26-4-1995                                                             | Budapest                                                              | Ungheria                                                              | 1 – 0                                                                 | Svezia                                                                | Qual. Euro 1996                                                       | -                                                                     |                                                                       |
| 1-6-1995                                                              | Solna                                                                 | Svezia                                                                | 1 – 1                                                                 | Islanda                                                               | Qual. Euro 1996                                                       | -                                                                     |                                                                       |
| 16-8-1995                                                             | Norrköping                                                            | Svezia                                                                | 1 – 0                                                                 | Stati Uniti                                                           | Amichevole                                                            | -                                                                     |                                                                       |
| 6-9-1995                                                              | Göteborg                                                              | Svezia                                                                | 0 – 0                                                                 | Svizzera                                                              | Qual. Euro 1996                                                       | -                                                                     | 9’                                                                    |
| 11-10-1995                                                            | Solna                                                                 | Svezia                                                                | 2 – 0                                                                 | Scozia                                                                | Amichevole                                                            | -                                                                     | cap.                                                                  |
| 15-11-1995                                                            | Solna                                                                 | Svezia                                                                | 2 – 2                                                                 | Turchia                                                               | Qual. Euro 1996                                                       | -                                                                     | cap.                                                                  |
| 24-4-1996                                                             | Belfast                                                               | Irlanda del Nord                                                      | 1 – 2                                                                 | Svezia                                                                | Amichevole                                                            | -                                                                     |                                                                       |
| 9-5-1996                                                              | Helsingborg                                                           | Svezia                                                                | 2 – 1                                                                 | Slovacchia                                                            | Amichevole                                                            | -                                                                     |                                                                       |
| 16-5-1996                                                             | Seul                                                                  | Corea del Sud                                                         | 0 – 2                                                                 | Svezia                                                                | Amichevole                                                            | -                                                                     |                                                                       |
| 1-6-1996                                                              | Solna                                                                 | Svezia                                                                | 5 – 1                                                                 | Bielorussia                                                           | Qual. Mondiali 1998                                                   | 1                                                                     |                                                                       |
| 14-8-1996                                                             | Göteborg                                                              | Svezia                                                                | 0 – 1                                                                 | Danimarca                                                             | Amichevole                                                            | -                                                                     | 46’                                                                   |
| 1-9-1996                                                              | Riga                                                                  | Lettonia                                                              | 1 – 2                                                                 | Svezia                                                                | Qual. Mondiali 1998                                                   | -                                                                     |                                                                       |
| 9-10-1996                                                             | Solna                                                                 | Svezia                                                                | 0 – 1                                                                 | Austria                                                               | Qual. Mondiali 1998                                                   | -                                                                     |                                                                       |
| 10-11-1996                                                            | Glasgow                                                               | Scozia                                                                | 1 – 0                                                                 | Svezia                                                                | Qual. Mondiali 1998                                                   | -                                                                     |                                                                       |
| 2-4-1997                                                              | Parigi                                                                | Francia                                                               | 1 – 0                                                                 | Svezia                                                                | Amichevole                                                            | -                                                                     |                                                                       |
| 30-4-1997                                                             | Göteborg                                                              | Svezia                                                                | 2 – 1                                                                 | Scozia                                                                | Qual. Mondiali 1998                                                   | -                                                                     |                                                                       |
| 22-5-1997                                                             | Stoccolma                                                             | Svezia                                                                | 2 – 2                                                                 | Polonia                                                               | Amichevole                                                            | -                                                                     | 46’                                                                   |
| 8-6-1997                                                              | Tallinn                                                               | Estonia                                                               | 2 – 3                                                                 | Svezia                                                                | Qual. Mondiali 1998                                                   | -                                                                     |                                                                       |
| 6-8-1997                                                              | Malmö                                                                 | Svezia                                                                | 1 – 0                                                                 | Lituania                                                              | Amichevole                                                            | -                                                                     |                                                                       |
| 20-8-1997                                                             | Minsk                                                                 | Bielorussia                                                           | 1 – 2                                                                 | Svezia                                                                | Qual. Mondiali 1998                                                   | -                                                                     | 74’                                                                   |
| 6-9-1997                                                              | Vienna                                                                | Austria                                                               | 1 – 0                                                                 | Svezia                                                                | Qual. Mondiali 1998                                                   | -                                                                     |                                                                       |
| 10-9-1997                                                             | Stoccolma                                                             | Svezia                                                                | 1 – 0                                                                 | Lettonia                                                              | Qual. Mondiali 1998                                                   | -                                                                     |                                                                       |
| 11-10-1997                                                            | Solna                                                                 | Svezia                                                                | 1 – 0                                                                 | Estonia                                                               | Qual. Mondiali 1998                                                   | -                                                                     |                                                                       |
| 25-3-1998                                                             | Vigo                                                                  | Spagna                                                                | 4 – 0                                                                 | Svezia                                                                | Amichevole                                                            | -                                                                     |                                                                       |
| 22-4-1998                                                             | Solna                                                                 | Svezia                                                                | 0 – 0                                                                 | Francia                                                               | Amichevole                                                            | -                                                                     | cap. 46’                                                              |
| 28-5-1998                                                             | Malmö                                                                 | Svezia                                                                | 3 – 0                                                                 | Danimarca                                                             | Amichevole                                                            | -                                                                     | cap.                                                                  |
| 2-6-1998                                                              | Göteborg                                                              | Svezia                                                                | 1 – 0                                                                 | Italia                                                                | Amichevole                                                            | -                                                                     | cap.                                                                  |
| 19-8-1998                                                             | Örebro                                                                | Svezia                                                                | 1 – 0                                                                 | Russia                                                                | Amichevole                                                            | -                                                                     | cap.                                                                  |
| 5-9-1998                                                              | Solna                                                                 | Svezia                                                                | 2 – 1                                                                 | Inghilterra                                                           | Qual. Euro 2000                                                       | -                                                                     | cap.                                                                  |
| 14-10-1998                                                            | Burgas                                                                | Bulgaria                                                              | 0 – 1                                                                 | Svezia                                                                | Qual. Euro 2000                                                       | -                                                                     | cap.                                                                  |
| 10-2-1999                                                             | Tunisi                                                                | Tunisia                                                               | 0 – 1                                                                 | Svezia                                                                | Amichevole                                                            | -                                                                     | cap.                                                                  |
| 27-3-1999                                                             | Göteborg                                                              | Svezia                                                                | 2 – 0                                                                 | Lussemburgo                                                           | Qual. Euro 2000                                                       | -                                                                     | cap.                                                                  |
| 31-3-1999                                                             | Chorzów                                                               | Polonia                                                               | 0 – 1                                                                 | Svezia                                                                | Qual. Euro 2000                                                       | -                                                                     | cap.                                                                  |
| 28-4-1999                                                             | Dublino                                                               | Irlanda                                                               | 2 – 0                                                                 | Svezia                                                                | Amichevole                                                            | -                                                                     | cap.                                                                  |
| 27-5-1999                                                             | Solna                                                                 | Svezia                                                                | 2 – 1                                                                 | Giamaica                                                              | Amichevole                                                            | -                                                                     | cap. 78’                                                              |
| 5-6-1999                                                              | Londra                                                                | Inghilterra                                                           | 0 – 0                                                                 | Svezia                                                                | Qual. Euro 2000                                                       | -                                                                     | cap.                                                                  |
| 4-9-1999                                                              | Solna                                                                 | Svezia                                                                | 1 – 0                                                                 | Bulgaria                                                              | Qual. Euro 2000                                                       | -                                                                     | cap.                                                                  |
| 8-9-1999                                                              | Lussemburgo                                                           | Lussemburgo                                                           | 0 – 1                                                                 | Svezia                                                                | Qual. Euro 2000                                                       | -                                                                     | cap.                                                                  |
| 9-10-1999                                                             | Solna                                                                 | Svezia                                                                | 2 – 0                                                                 | Polonia                                                               | Qual. Euro 2000                                                       | -                                                                     | cap.                                                                  |
| 23-2-2000                                                             | Palermo                                                               | Italia                                                                | 1 – 0                                                                 | Svezia                                                                | Amichevole                                                            | -                                                                     | cap.                                                                  |
| 29-3-2000                                                             | Vienna                                                                | Austria                                                               | 1 – 1                                                                 | Svezia                                                                | Amichevole                                                            | -                                                                     | cap. 46’                                                              |
| 26-4-2000                                                             | Copenaghen                                                            | Danimarca                                                             | 0 – 1                                                                 | Svezia                                                                | Amichevole                                                            | -                                                                     | cap.                                                                  |
| 3-6-2000                                                              | Göteborg                                                              | Svezia                                                                | 1 – 1                                                                 | Spagna                                                                | Amichevole                                                            | -                                                                     | cap.                                                                  |
| 10-6-2000                                                             | Bruxelles                                                             | Belgio                                                                | 2 – 1                                                                 | Svezia                                                                | Euro 2000 - 1º turno                                                  | -                                                                     | cap. 52’, 81’                                                         |
| 19-6-2000                                                             | Eindhoven                                                             | Italia                                                                | 2 – 1                                                                 | Svezia                                                                | Euro 2000 - 1º turno                                                  | -                                                                     | cap.                                                                  |
| 16-8-2000                                                             | Reykjavík                                                             | Islanda                                                               | 2 – 1                                                                 | Svezia                                                                | Campionato nordico di calcio                                          | -                                                                     | cap. 46’                                                              |
| 2-9-2000                                                              | Baku                                                                  | Azerbaigian                                                           | 0 – 1                                                                 | Svezia                                                                | Qual. Mondiali 2002                                                   | -                                                                     | cap.                                                                  |
| 7-10-2000                                                             | Göteborg                                                              | Svezia                                                                | 1 – 1                                                                 | Turchia                                                               | Qual. Mondiali 2002                                                   | -                                                                     | cap.                                                                  |
| 11-10-2000                                                            | Bratislava                                                            | Slovacchia                                                            | 0 – 0                                                                 | Svezia                                                                | Qual. Mondiali 2002                                                   | -                                                                     | cap.                                                                  |
| 28-2-2001                                                             | Ta' Qali                                                              | Malta                                                                 | 0 – 3                                                                 | Svezia                                                                | Amichevole                                                            | -                                                                     | cap.                                                                  |
| 24-3-2001                                                             | Göteborg                                                              | Svezia                                                                | 1 – 0                                                                 | Macedonia                                                             | Qual. Mondiali 2002                                                   | -                                                                     | cap.                                                                  |
| 28-3-2001                                                             | Chișinău                                                              | Moldavia                                                              | 0 – 2                                                                 | Svezia                                                                | Qual. Mondiali 2002                                                   | -                                                                     | cap.                                                                  |
| 25-4-2001                                                             | Ginevra                                                               | Svizzera                                                              | 0 – 2                                                                 | Svezia                                                                | Amichevole                                                            | -                                                                     | cap. 46’                                                              |
| 2-6-2001                                                              | Solna                                                                 | Svezia                                                                | 2 – 0                                                                 | Slovacchia                                                            | Qual. Mondiali 2002                                                   | -                                                                     | cap.                                                                  |
| 6-6-2001                                                              | Göteborg                                                              | Svezia                                                                | 6 – 0                                                                 | Moldavia                                                              | Qual. Mondiali 2002                                                   | -                                                                     | cap.                                                                  |
| 15-8-2001                                                             | Solna                                                                 | Svezia                                                                | 3 – 0                                                                 | Sudafrica                                                             | Amichevole                                                            | -                                                                     | cap. 58’                                                              |
| 1-9-2001                                                              | Skopje                                                                | Macedonia                                                             | 1 – 2                                                                 | Svezia                                                                | Qual. Mondiali 2002                                                   | 1                                                                     | cap.                                                                  |
| 5-9-2001                                                              | Istanbul                                                              | Turchia                                                               | 1 – 2                                                                 | Svezia                                                                | Qual. Mondiali 2002                                                   | -                                                                     | cap. 73’                                                              |
| 7-10-2001                                                             | Solna                                                                 | Svezia                                                                | 3 – 0                                                                 | Azerbaigian                                                           | Qual. Mondiali 2002                                                   | -                                                                     | cap. 34’                                                              |
| 13-2-2002                                                             | Salonicco                                                             | Grecia                                                                | 2 – 2                                                                 | Svezia                                                                | Amichevole                                                            | -                                                                     | cap. 61’                                                              |
| 17-5-2002                                                             | Solna                                                                 | Svezia                                                                | 1 – 2                                                                 | Paraguay                                                              | Amichevole                                                            | -                                                                     | cap.                                                                  |
| 25-5-2002                                                             | Tokyo                                                                 | Giappone                                                              | 1 – 1                                                                 | Svezia                                                                | Amichevole                                                            | -                                                                     | cap.                                                                  |
| Totale                                                                |                                                                       | Presenze                                                              | 96                                                                    |                                                                       | Reti                                                                  | 3                                                                     |                                                                       |

## Palmarès

### Club

#### Competizioni nazionali
- Coppa di Germania: 2

Borussia M'gladbach: 1994-1995
Bayern Monaco: 1999-2000
- Campionato tedesco: 2

Bayern Monaco: 1999-2000, 2000-2001
- Coppa di Lega tedesca: 2

Bayern Monaco: 1999, 2000
- Campionato svedese: 1

Malmö: 2004

#### Competizioni internazionali
- UEFA Champions League: 1

Bayern Monaco: 2000-2001

### Individuale
- Guldbollen: 2

1995, 2001